# 107 Camila
107 Camila é um grande asteroide do cinturão principal. Foi descoberto em 17 de novembro de 1868 por Norman Robert Pogson. Camila possui um diâmetro de 223 quilômetros, e orbita o Sol a uma distância média de 3,495 UA em um período de 6,53 anos.

## Satélite
Camilla possui um satélite, o S/2001 (107) 1, que foi descoberto em 1 de março de 2001 por A. Storrs, F. Vilas, R. Landis, E. Wells, C. Woods, B. Zellner, e M. Gaffey usando o telescópio espacial Hubble. Ele possui um diâmetro de 9 ± 1 km, e orbita Camilla a uma distância de 1235 ± 16 quilômetros em 3,710 ± 0,001 dias, com uma excentricidade de 0,006 ± 0,002 e inclinação de 3 ± 1°. Seu nome vem de Camila, rainha dos volscos.